# Zwitsers kampioenschap wielrennen op de weg
Het  Zwitsers kampioenschap wielrennen op de weg is in de vier onderdelen wegwedstrijd en individuele tijdrit bij zowel de mannen als de vrouwen een jaarlijkse georganiseerde wielerwedstrijd waarin om de nationale titel van Zwitserland wordt gestreden. De kampioen mag een jaar lang rijden in een trui met de vlag van Zwitserland in de categorie waarin de trui is behaald.
In 1892 werd de wedstrijd voor het eerst georganiseerd en is sindsdien vrijwel ieder jaar verreden. Ferdi Kübler en Heiri Suter hebben de wegwedstrijd vijf keer gewonnen en zijn daarmee recordhouder bij de mannen. Het kampioenschap tijdrijden werd het vaakst gewonnen door Fabian Cancellara, die tienmaal won.

## Mannen

### Wegwedstrijd

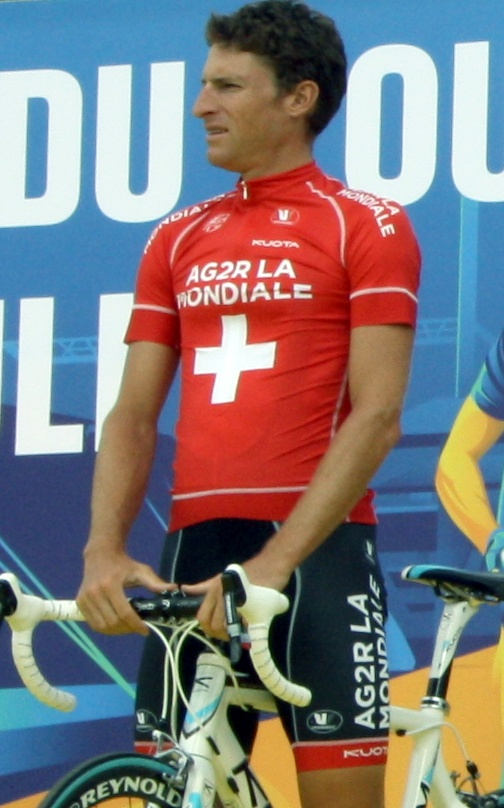
Martin Elmiger won in 2001, 2005, 2010 en 2014

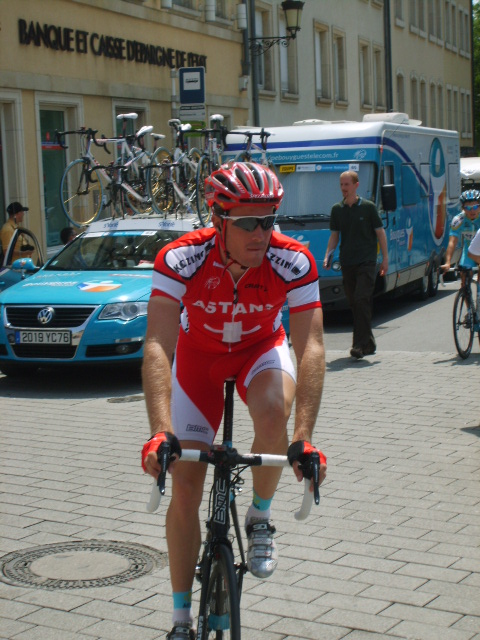
Grégory Rast won in 2004 en 2006

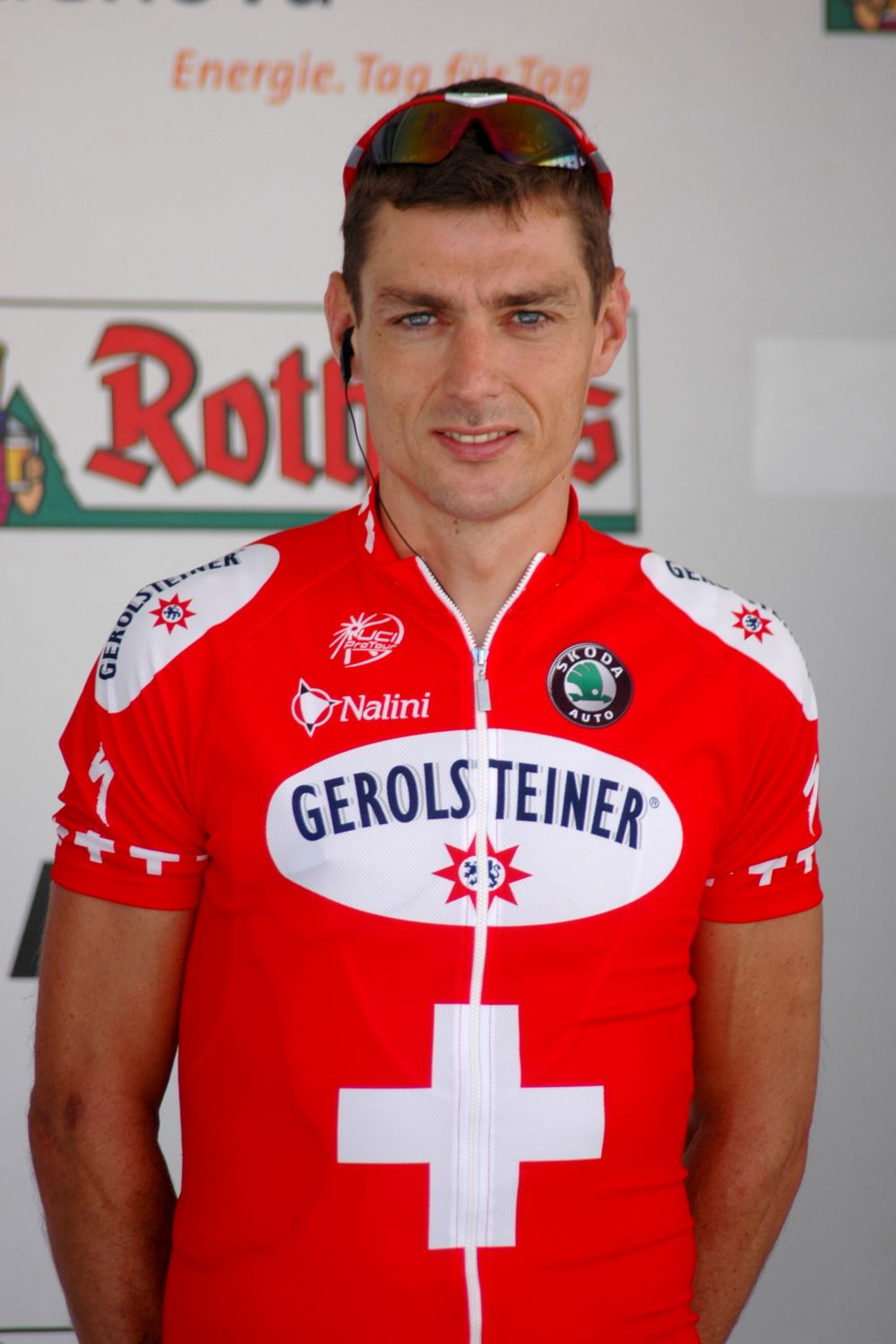
Beat Zberg won in 2007

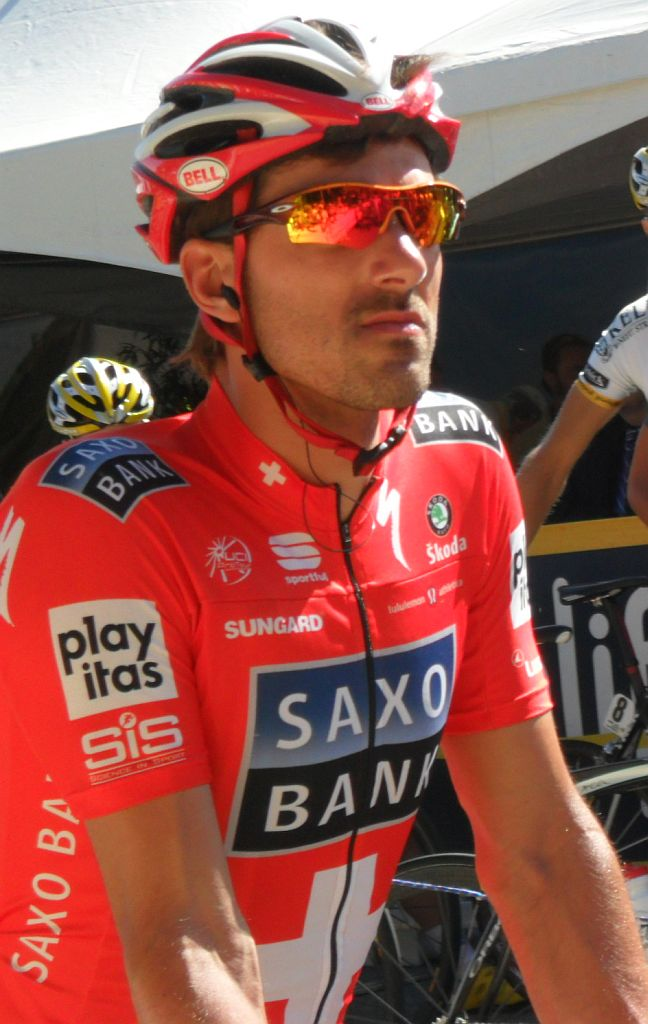
Fabian Cancellara won in 2009 en 2011

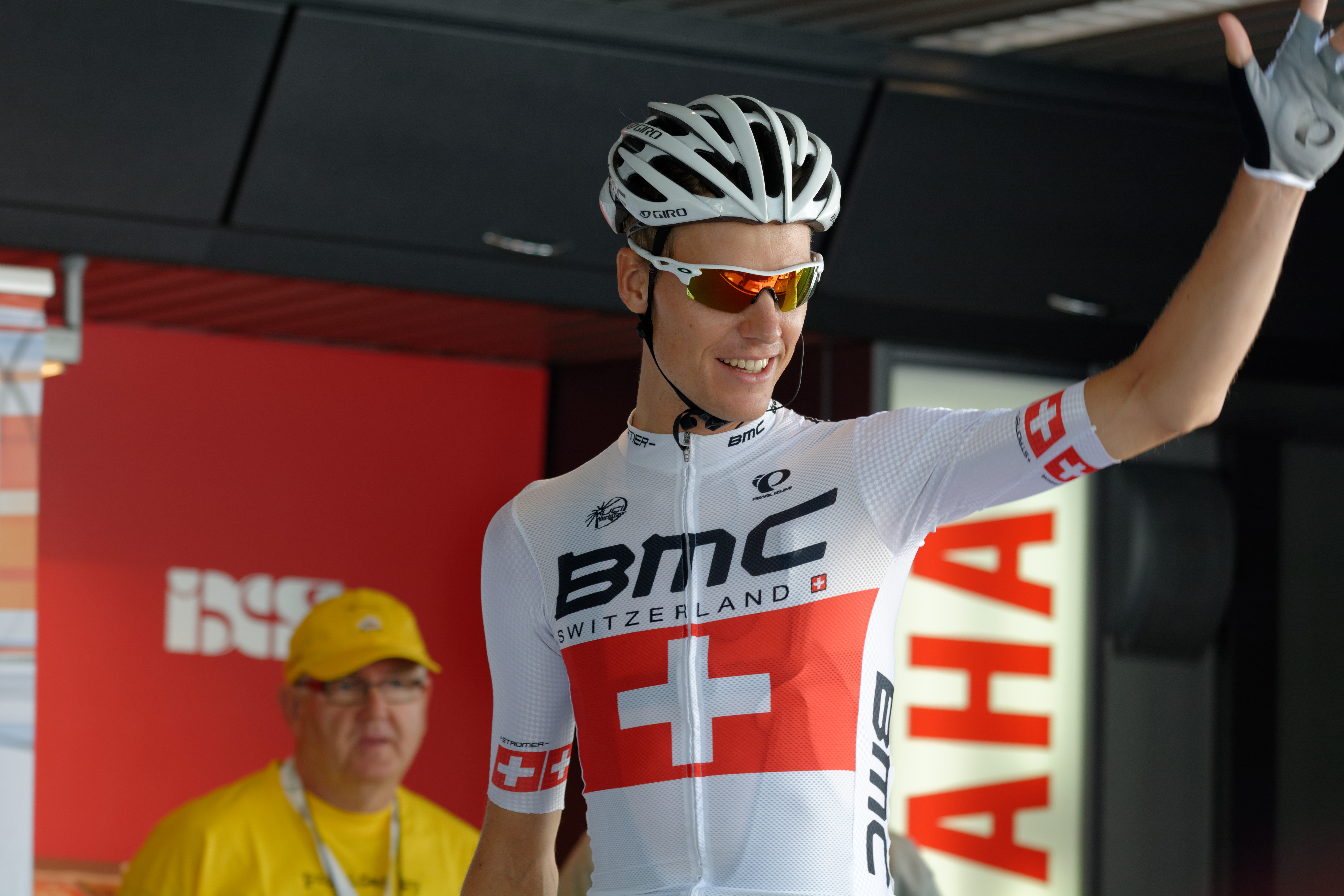
Michael Schär won in 2013

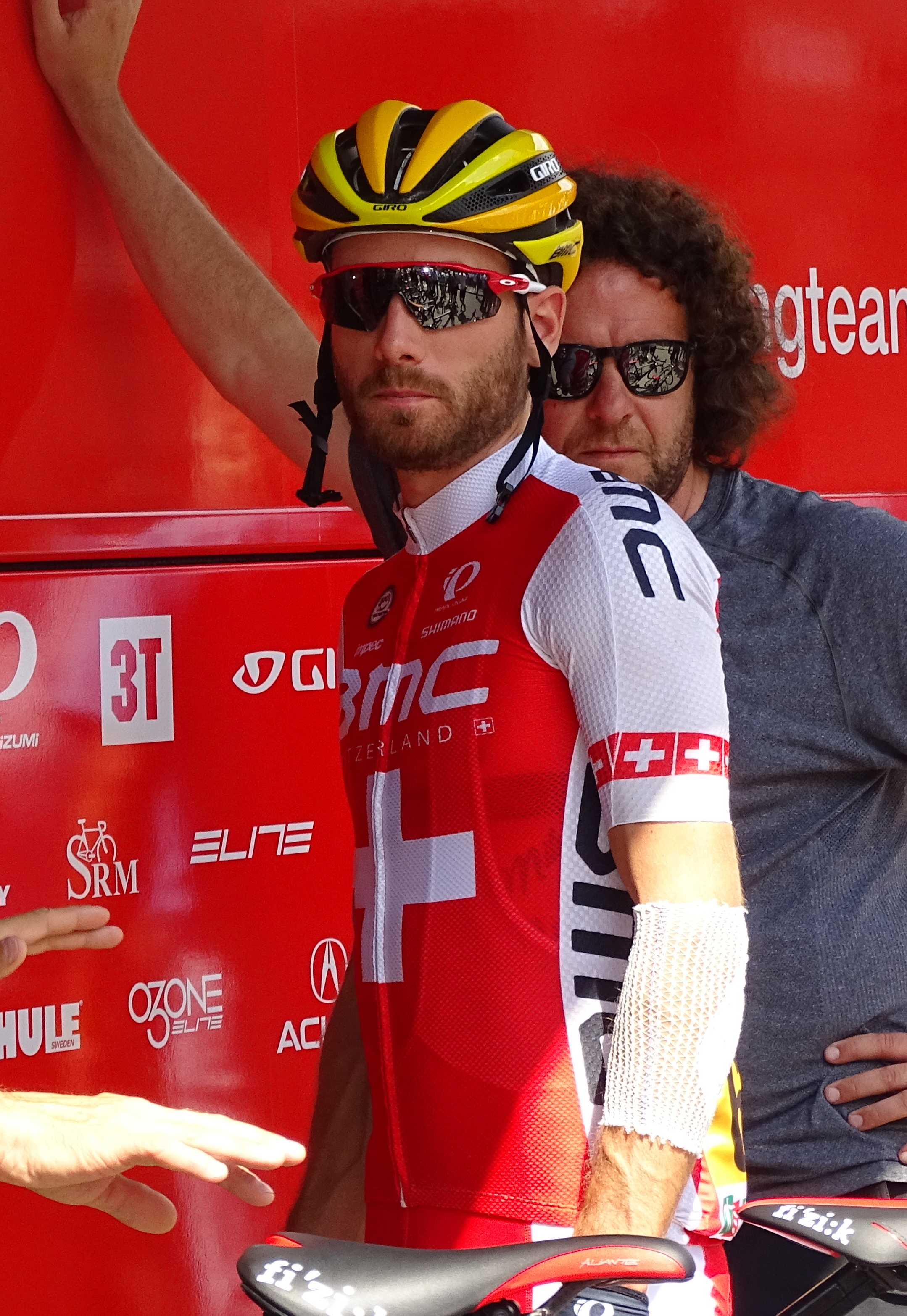
Danilo Wyss won in 2015

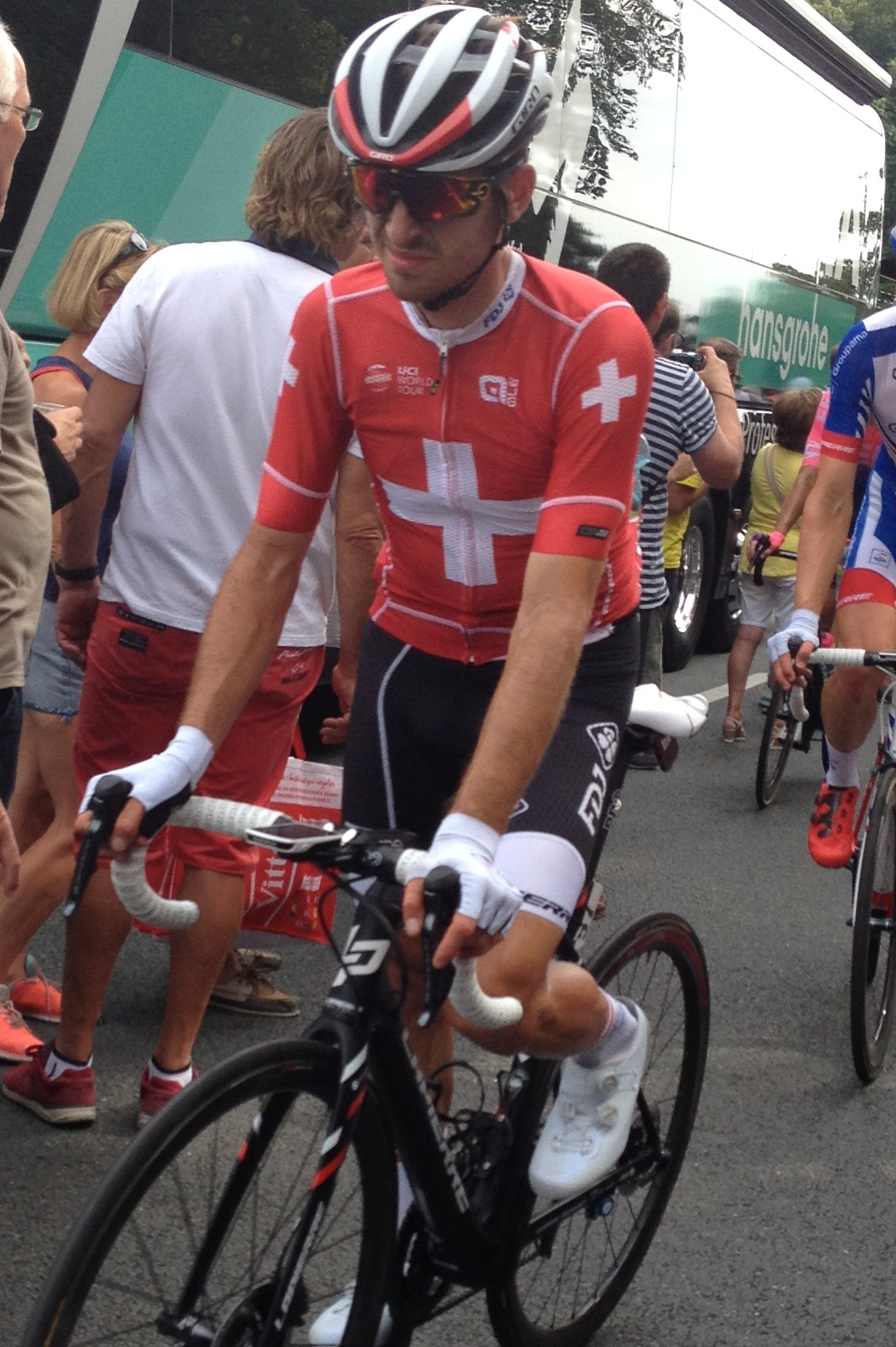
Sébastien Reichenbach won in 2019

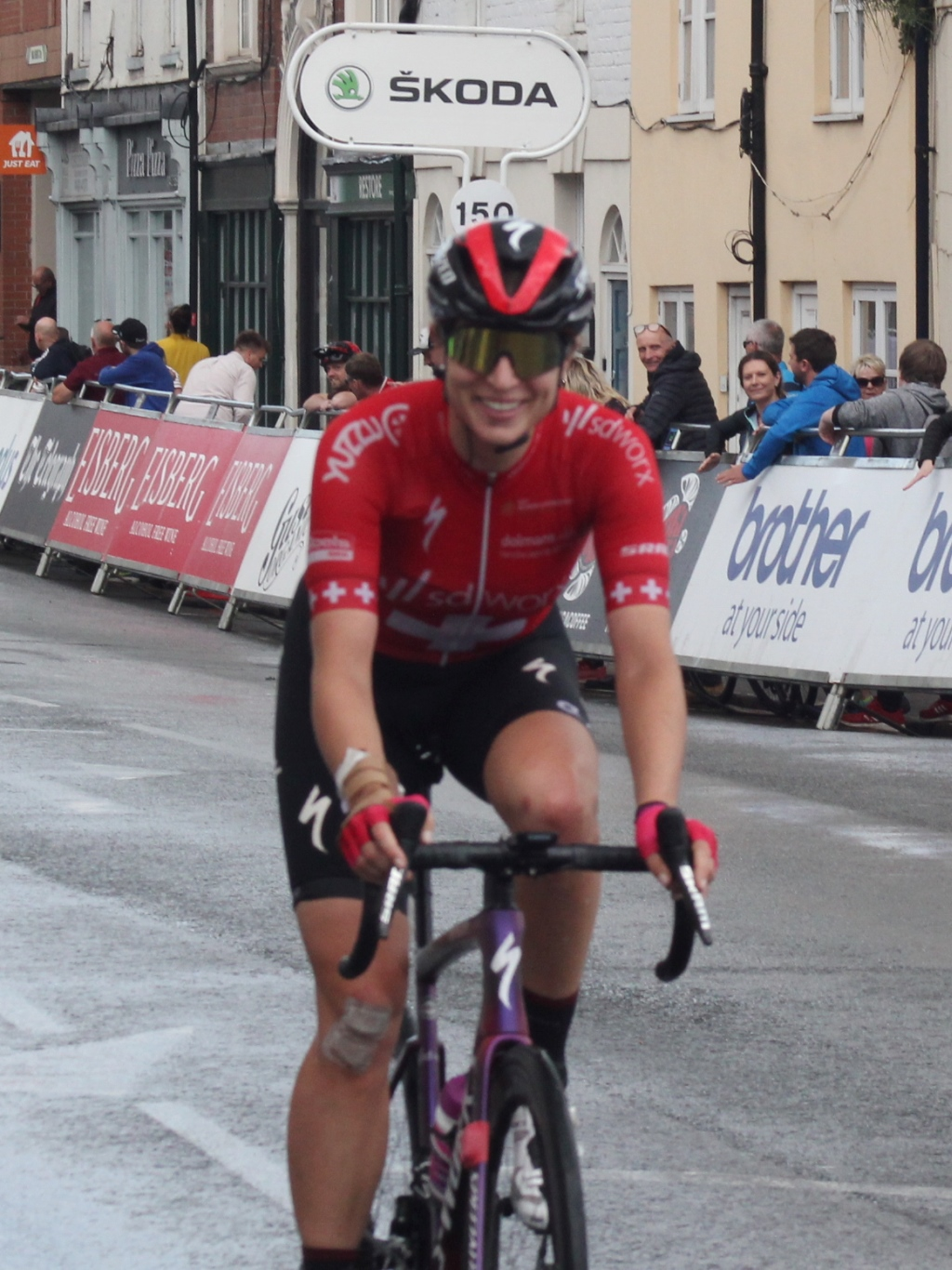
Marlen Reusser won in 2019, 2021 en 2023

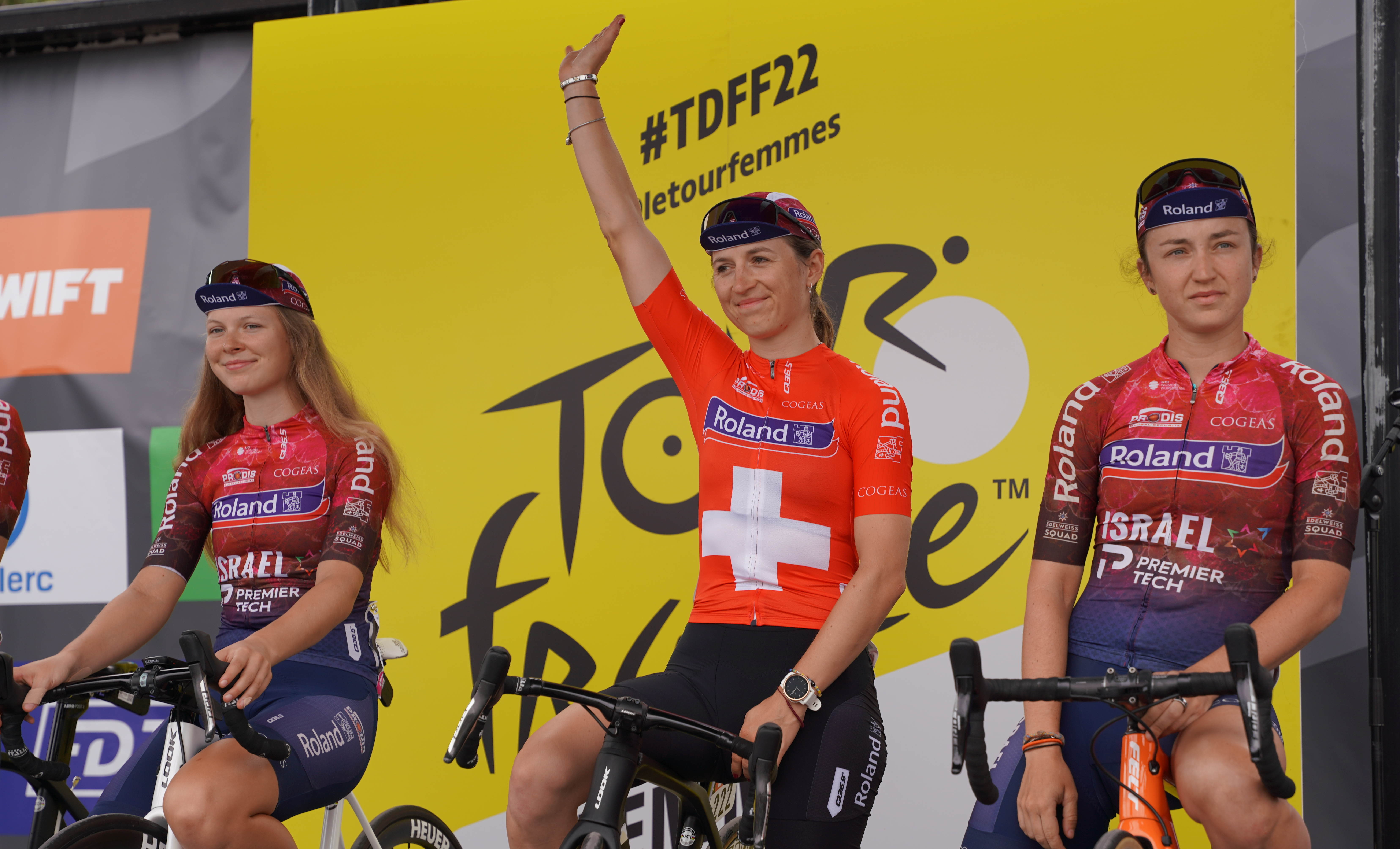
Caroline Baur won in 2022

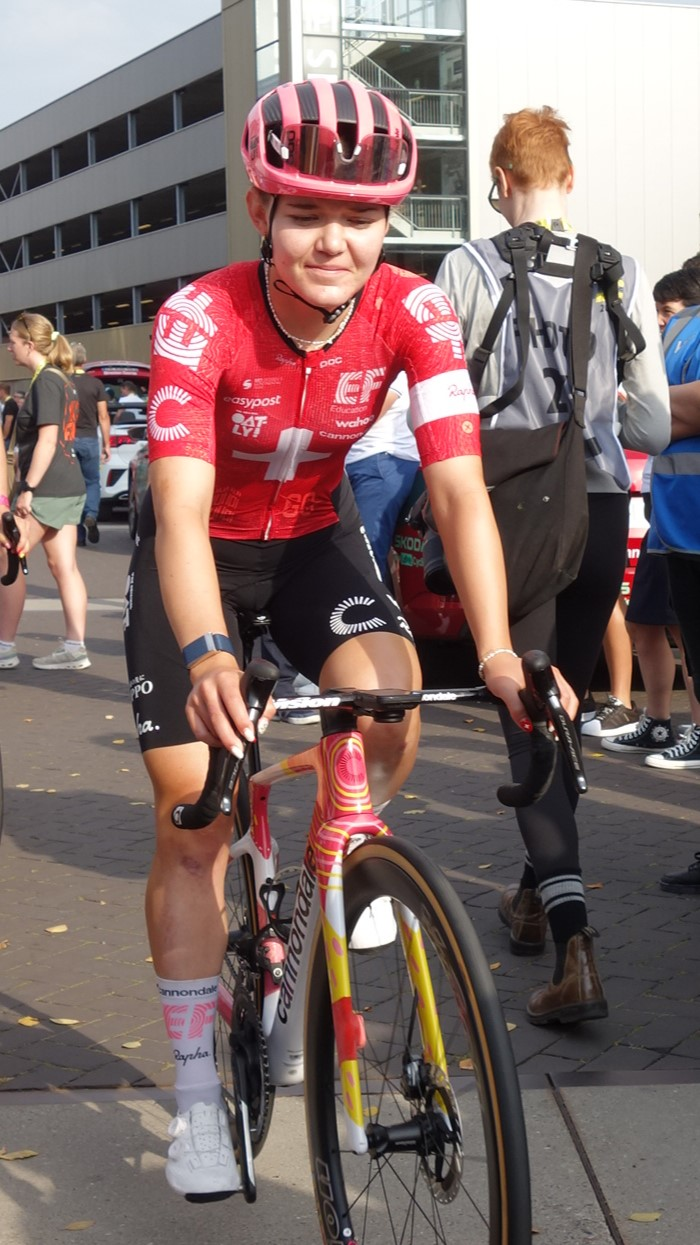
Noemi Rüegg won in 2024

| Jaar | Goud                  | Zilver                | Brons                |
| ---- | --------------------- | --------------------- | -------------------- |
| 1892 | Edouard Wicky         | Eugène Wicky          | Robert Crausaz       |
| 1893 | Edouard Wicky         | Theo Champion         | Arnold Bozino        |
| 1894 | Henri Favre           | Serge Sarzano         | Gaston Beguin        |
| 1895 | Henri Favre           | Jacques Gonzet        | Arnold Bozino        |
| 1896 | Jean Vionnet          | Henri Favre           | Ernst Kaeser         |
| 1897 | Jean Vionnet          | Charles Calame        | Jean Bron            |
| 1898 | Albert Furrer         | Emile Barrot          | Georg Isler          |
| 1899 | Fritz Ryser           | Charles Calame        | Georg Isler          |
| 1900 | Charles Lugon         | Albert Dubach         | Franz Jucker         |
| 1902 | Albert Dubach         | Paul Locher           | Albert Mamie         |
| 1904 | Alexandre Castellino  | Marcel Lequatre       | Charles Piquet       |
| 1908 | Henri Rheinwald       | Heinrich Gaugler      | Franz Suter          |
| 1909 | Charles Guyot         | Henri Rheinwald       | Marcel Lequatre      |
| 1910 | Charles Guyot         | Robert Chopard        | Erwin Kohler         |
| 1911 | Marcel Perrière       | Henri Rheinwald       | Otto Wiedmer         |
| 1912 | Henri Rheinwald       | Charles Guyot         | Maurice Grec         |
| 1913 | Otto Wiedmer          | Marcel Perrière       | Henri Rheinwald      |
| 1914 | Oscar Egg             | Henri Rheinwald       | Marcel Perrière      |
| 1915 | Marcel Perrière       | Charles Guyot         | Paul Suter           |
| 1916 | Marcel Perrière       | Arnold Grandjean      | Henri Rheinwald      |
| 1917 | Ernst Kaufmann        | Marcel Perrière       | Marcel Lequatre      |
| 1918 | Ernst Kaufmann        | Heiri Suter           | Heinrich Wegmann     |
| 1919 | Henri Rheinwald       | Marcel Lequatre       | Walter Rochat        |
| 1920 | Heiri Suter           | Max Suter             | Otto Wiedmer         |
| 1921 | Heiri Suter           | Charles Guyot         | Charles Perrière     |
| 1922 | Heiri Suter           | Henri Collé           | Marius Demierre      |
| 1923 | Henri Guillod         | Heiri Suter           | Kastor Notter        |
| 1924 | Kastor Notter         | Henri Reymond         | Henri Collé          |
| 1925 | Kastor Notter         | Heiri Suter           | Henri Reymond        |
| 1926 | Heiri Suter           | Albert Blattmann      | Roger Pipoz          |
| 1927 | Kastor Notter         | Albert Blattmann      | Henri Reymond        |
| 1928 | Albert Blattmann      | Georges Antenen       | Eugen Schlegel       |
| 1929 | Heiri Suter           | Georges Antenen       | Albert Meyer         |
| 1930 | Georges Antenen       | Albert Blattmann      | Gérard Wuilleumier   |
| 1931 | Albert Büchi          | Georges Antenen       | Alfred Bula          |
| 1932 | Auguste Erne          | Albert Büchi          | Ernst Meier          |
| 1933 | Georges Antenen       | Roger Pipoz           | Theo Heimann         |
| 1934 | Hans Gilgen           | Kurt Stettler         | Walter Blattmann     |
| 1935 | Paul Egli             | Auguste Erne          | Fritz Hartmann       |
| 1936 | Paul Egli             | Karl Litschi          | Albert Büchi         |
| 1937 | Leo Amberg            | Robert Zimmermann     | Werner Buchwalder    |
| 1938 | Leo Amberg            | Hans Martin           | Werner Buchwalder    |
| 1939 | Karl Litschi          | Fritz Saladin         | Hans Martin          |
| 1940 | Edgar Buchwalder      | Hans Martin           | Werner Buchwalder    |
| 1941 | Karl Litschi          | Paul Egli             | Walter Diggelmann    |
| 1942 | Edgar Buchwalder      | Hans Knecht           | Leo Amberg           |
| 1943 | Hans Knecht           | Ernst Näf             | Fritz Stocker        |
| 1944 | Ernst Näf             | Josef Wagner          | Hans Maag            |
| 1945 | Ernst Wüthrich        | Josef Wagner          | Leo Weilenmann       |
| 1946 | Hans Knecht           | Werner Buchwalder     | Ernst Näf            |
| 1947 | Hans Knecht           | Karl Litschi          | Pietro Tarchini      |
| 1948 | Ferdi Kübler          | Georges Aeschlimann   | Emilio Croci Torti   |
| 1949 | Ferdi Kübler          | Emilio Croci Torti    | Fritz Schär          |
| 1950 | Ferdi Kübler          | Fritz Schaer          | Gottfried Weilenmann |
| 1951 | Ferdi Kübler          | Giovanni Rossi        | Fritz Zbinden        |
| 1952 | Gottfried Weilenmann  | Carlo Lafranchi       | Jean Brun            |
| 1953 | Fritz Schaer          | Marcel Huber          | Carlo Lafranchi      |
| 1954 | Ferdi Kübler          | Fritz Schaer          | Carlo Clerici        |
| 1955 | Hugo Koblet           | Carlo Clerici         | Hans Hollenstein     |
| 1956 | Rolf Graf             | Attilio Moresi        | Fritz Gallati        |
| 1957 | Hans Hollenstein      | Max Schellenberg      | Toni Gräser          |
| 1958 | Jean-Claude Grêt      | Toni Gräser           | Oscar Von Büren      |
| 1959 | Rolf Graf             | Attilio Moresi        | Fritz Gallati        |
| 1960 | René Strehler         | Rolf Graf             | Erwin Lutz           |
| 1961 | Ernst Fuchs           | Rolf Graf             | Rolf Maurer          |
| 1962 | Rolf Graf             | Giovanni Albisetti    | Attilio Moresi       |
| 1963 | Attilio Moresi        | Rolf Maurer           | Rudolf Hauser        |
| 1964 | Rudolf Hauser         | Manfred Haeberli      | Robert Hintermüller  |
| 1965 | Robert Hagmann        | Werner Weber          | Willy Spühler        |
| 1966 | Paul Zollinger        | Hans Stadelmann       | Louis Pfenninger     |
| 1967 | Alfred Ruegg          | Willy Spühler         | René Binggeli        |
| 1968 | Karl Brand            | Peter Abt             | Emil Zimmermann      |
| 1969 | Bernard Vifian        | Louis Pfenninger      | Erwin Thalmann       |
| 1970 | Kurt Rub              | Erwin Thalmann        | Peter Abt            |
| 1971 | Louis Pfenninger      | Jürg Schneider        | Erwin Thalmann       |
| 1972 | Josef Fuchs           | Louis Pfenninger      | Erich Spahn          |
| 1973 | Josef Fuchs           | Louis Pfenninger      | Bruno Hubschmid      |
| 1974 | Roland Salm           | Louis Pfenninger      | Ueli Sutter          |
| 1975 | Roland Salm           | Josef Fuchs           | Ueli Sutter          |
| 1976 | Roland Salm           | Ueli Sutter           | Roland Schär         |
| 1977 | Roland Salm           | René Savary           | Guido Amrhein        |
| 1978 | Gody Schmutz          | Erwin Lienhard        | Josef Fuchs          |
| 1979 | Hansjörg Aemisegger   | Bruno Wolfer          | Guido Amrhein        |
| 1980 | Gody Schmutz          | Erwin Lienhard        | Daniel Gisiger       |
| 1981 | Stefan Mutter         | Daniel Gisiger        | Erwin Lienhard       |
| 1982 | Gilbert Glaus         | Bruno Wolfer          | Daniel Muller        |
| 1983 | Serge Demierre        | Stefan Mutter         | Gody Schmutz         |
| 1984 | Erich Mächler         | Hubert Seiz           | Gilbert Glaus        |
| 1985 | Gody Schmutz          | Urs Freuler           | Heinz Imboden        |
| 1986 | Urs Zimmermann        | Jörg Müller           | Jean-Marie Grezet    |
| 1987 | Jörg Müller           | Pascal Richard        | Daniel Gisiger       |
| 1988 | Hubert Seiz           | Guido Winterberg      | Fabian Fuchs         |
| 1989 | Pascal Richard        | Niki Rüttimann        | Herbert Niederberger |
| 1990 | Rolf Järmann          | Hans-Rudi Marki       | Tony Rominger        |
| 1991 | Laurent Dufaux        | Daniel Steiger        | Mauro Gianetti       |
| 1992 | Thomas Wegmüller      | Erich Maechler        | Beat Zberg           |
| 1993 | Pascal Richard        | Rolf Jaermann         | Mauro Gianetti       |
| 1994 | Felice Puttini        | Karl Kalin            | Rocco Cattaneo       |
| 1995 | Felice Puttini        | Pascal Richard        | Rolf Jaermann        |
| 1996 | Armin Meier           | Beat Zberg            | Oscar Camenzind      |
| 1997 | Oscar Camenzind       | Roland Meier          | Niki Aebersold       |
| 1998 | Niki Aebersold        | Armin Meier           | Frantz Hotz          |
| 1999 | Armin Meier           | Daniel Schnider       | Mauro Gianetti       |
| 2000 | Markus Zberg          | Marcel Strauss        | Roger Beuchat        |
| 2001 | Martin Elmiger        | Pierre Bourquenoud    | Daniel Schnider      |
| 2002 | Alexandre Moos        | Roger Beuchat         | Pierre Bourquenoud   |
| 2003 | Daniel Schnider       | Roger Beuchat         | Niki Aebersold       |
| 2004 | Grégory Rast          | Sascha Urweider       | Oscar Camenzind      |
| 2005 | Martin Elmiger        | Alexandre Moos        | Marcel Strauss       |
| 2006 | Grégory Rast          | Marcel Strauss        | Aurélien Clerc       |
| 2007 | Beat Zberg            | Fabian Cancellara     | David Loosli         |
| 2008 | Markus Zberg          | Martin Elmiger        | Mathias Frank        |
| 2009 | Fabian Cancellara     | Mathias Frank         | Thomas Frei          |
| 2010 | Martin Elmiger        | Simon Zahner          | Pirmin Lang          |
| 2011 | Fabian Cancellara     | Steve Morabito        | Martin Kohler        |
| 2012 | Martin Kohler         | Michael Albasini      | Fabian Cancellara    |
| 2013 | Michael Schär         | Martin Elmiger        | Martin Kohler        |
| 2014 | Martin Elmiger        | Michael Albasini      | Steve Morabito       |
| 2015 | Danilo Wyss           | Sébastien Reichenbach | Mathias Frank        |
| 2016 | Jonathan Fumeaux      | Pirmin Lang           | Steve Morabito       |
| 2017 | Silvan Dillier        | Stefan Küng           | Kilian Frankiny      |
| 2018 | Steve Morabito        | Patrick Schelling     | Michael Schär        |
| 2019 | Sébastien Reichenbach | Simon Pellaud         | Mathias Frank        |
| 2020 | Stefan Küng           | Danilo Wyss           | Simon Pellaud        |
| 2021 | Silvan Dillier        | Simon Pellaud         | Johan Jacobs         |
| 2022 | Robin Froidevaux      | Sébastien Reichenbach | Colin Stüssi         |
| 2023 | Marc Hirschi          | Antoine Debons        | Simon Pellaud        |
| 2024 | Mauro Schmid          | Simon Pellaud         | Stefan Bissegger     |
| 2025 | Mauro Schmid          | Marc Hirschi          | Valentin Darbellay   |

### Tijdrit
| Jaar      | Goud               | Zilver              | Brons              |
| --------- | ------------------ | ------------------- | ------------------ |
| 1995      | Roland Meier       | Philipp Buschor     | Beat Meister       |
| 1996–1997 | Niet verreden      | Niet verreden       | Niet verreden      |
| 1998      | Beat Zberg         | Bruno Boscardin     | Roland Meier       |
| 1999      | Niet verreden      | Niet verreden       | Niet verreden      |
| 2000      | Patrick Calcagni   | Bruno Boscardin     | Jean Nuttli        |
| 2001      | Jean Nuttli        | Fabian Cancellara   | Rubens Bertogliati |
| 2002      | Fabian Cancellara  | Jean Nuttli         | Rubens Bertogliati |
| 2003      | Niet verreden      | Niet verreden       | Niet verreden      |
| 2004      | Fabian Cancellara  | Fabian Jeker        | Jean Nuttli        |
| 2005      | Fabian Cancellara  | Martin Elmiger      | Fabian Jeker       |
| 2006      | Fabian Cancellara  | Simon Schärer       | Simon Zahner       |
| 2007      | Fabian Cancellara  | Simon Zahner        | David Vitoria      |
| 2008      | Fabian Cancellara  | Rubens Bertogliati  | Andreas Dietziker  |
| 2009      | Rubens Bertogliati | Mathias Frank       | Joël Frey          |
| 2010      | Rubens Bertogliati | Alexander Aeschbach | Martin Elmiger     |
| 2011      | Martin Kohler      | Marcel Wyss         | Mathias Frank      |
| 2012      | Fabian Cancellara  | Thomas Frei         | Martin Elmiger     |
| 2013      | Fabian Cancellara  | Martin Elmiger      | Reto Hollenstein   |
| 2014      | Fabian Cancellara  | Stefan Kung         | Silvan Dillier     |
| 2015      | Silvan Dillier     | Reto Hollenstein    | Steve Morabito     |
| 2016      | Fabian Cancellara  | Reto Hollenstein    | Théry Schir        |
| 2017      | Stefan Küng        | Silvan Dillier      | Théry Schir        |
| 2018      | Stefan Küng        | Silvan Dillier      | Tom Bohli          |
| 2019      | Stefan Küng        | Marc Hirschi        | Reto Hollenstein   |
| 2020      | Stefan Küng        | Silvan Dillier      | Stefan Bissegger   |
| 2021      | Stefan Küng        | Marc Hirschi        | Théry Schir        |
| 2022      | Joël Suter         | Mauro Schmid        | Tom Bohli          |
| 2023      | Stefan Bissegger   | Yannis Voisard      | Noah Bögli         |
| 2024      | Stefan Küng        | Stefan Bissegger    | Jan Christen       |
| 2025      | Mauro Schmid       | Stefan Bissegger    | Yannis Voisard     |

## Vrouwen

### Wegwedstrijd
| Jaar | Goud                 | Zilver               | Brons                |
| ---- | -------------------- | -------------------- | -------------------- |
| 1982 | Stefania Carmine     | Yolanda Kalt         | Evelyne Müller       |
| 1983 | Evelyne Müller       | Stefania Carmine     | Yolanda Kalt         |
| 1984 | Edith Schönenberger  | Barbara Erdin-Ganz   | Yolanda Kalt         |
| 1985 | Edith Schönenberger  | Stefania Carmine     | Barbara Erdin-Ganz   |
| 1986 | Edith Schönenberger  | Barbara Erdin-Ganz   | Stefania Carmine     |
| 1987 | Edith Schönenberger  | Evelyne Müller       | Nicole Suter         |
| 1988 | Isabelle Michel      | Edith Schönenberger  | Barbara Erdin-Ganz   |
| 1989 | Edith Schönenberger  | Luzia Zberg          | Evelyne Müller       |
| 1990 | Barbara Heeb         | Sandra Krauer        | Beatrice Horisberger |
| 1991 | Luzia Zberg          | Barbara Erdin-Ganz   | Yvonne Schnorf-Wabel |
| 1992 | Luzia Zberg          | Barbara Erdin-Ganz   | Barbara Heeb         |
| 1993 | Luzia Zberg          | Maria Heim           | Diana Rast           |
| 1994 | Luzia Zberg          | Barbara Heeb         | Carmen Da Ronch      |
| 1995 | Barbara Heeb         | Luzia Zberg          | Diana Rast           |
| 1996 | Maria Heim           | Yvonne Schnorf-Wabel | Barbara Heeb         |
| 1997 | Yvonne Schnorf-Wabel | Barbara Heeb         | Diana Rast           |
| 1998 | Barbara Heeb         | Diana Rast           | Yvonne Schnorf-Wabel |
| 1999 | Priska Doppmann      | Nicole Brändli       | Yvonne Schnorf-Wabel |
| 2000 | Diana Rast           | Yvonne Schnorf-Wabel | Priska Doppmann      |
| 2001 | Nicole Brändli       | Priska Doppmann      | Marcia Eicher-Vouets |
| 2002 | Nicole Brändli       | Priska Doppmann      | Marcia Eicher-Vouets |
| 2003 | Nicole Brändli       | Barbara Heeb         | Diana Rast           |
| 2004 | Sereina Trachsel     | Nicole Hofer         | Sarah Grab           |
| 2005 | Sereina Trachsel     | Nicole Brändli       | Annette Beutler      |
| 2006 | Annette Beutler      | Nicole Brändli       | Patricia Schwager    |
| 2007 | Sereina Trachsel     | Annette Beutler      | Nicole Brändli       |
| 2008 | Jennifer Hohl        | Pascale Schnider     | Emilie Aubry         |
| 2009 | Jennifer Hohl        | Bettina Kuhn         | Andrea Wolfer        |
| 2010 | Emilie Aubry         | Pascale Schnider     | Doris Schweizer      |
| 2011 | Pascale Schnider     | Patricia Schwager    | Jennifer Hohl        |
| 2012 | Jennifer Hohl        | Andrea Wolfer        | Emilie Aubry         |
| 2013 | Doris Schweizer      | Sandra Weiss         | Emilie Aubry         |
| 2014 | Mirjam Gysling       | Linda Indergand      | Doris Schweizer      |
| 2015 | Jolanda Neff         | Marcia Eicher-Vouets | Doris Schweizer      |
| 2016 | Doris Schweizer      | Nicole Hanselmann    | Jutta Stienen        |
| 2017 | Nicole Hanselmann    | Marlen Reusser       | Jutta Stienen        |
| 2018 | Jolanda Neff         | Sina Frei            | Nicole Hanselmann    |
| 2019 | Marlen Reusser       | Elise Chabbey        | Jutta Stienen        |
| 2020 | Elise Chabbey        | Linda Indergand      | Lara Krähemann       |
| 2021 | Marlen Reusser       | Elise Chabbey        | Noemi Rüegg          |
| 2022 | Caroline Baur        | Sina Frei            | Lara Krähemann       |
| 2023 | Marlen Reusser       | Elena Hartmann       | Elise Chabbey        |
| 2024 | Noemi Rüegg          | Linda Zanetti        | Caroline Baur        |
| 2025 | Steffi Häberlin      | Elise Chabbey        | Noemi Rüegg          |

### Tijdrit
| Jaar | Goud               | Zilver               | Brons                    |
| ---- | ------------------ | -------------------- | ------------------------ |
| 1993 | Barbara Erdin-Ganz | Luzia Zberg          | Yvonne Schnorf-Wabel     |
| 1994 | Luzia Zberg        | Béatrice Angele      | Barbara Erdin-Ganz       |
| 1995 | Luzia Zberg        | Barbara Heeb         | Alexandra Bähler         |
| 1996 | Barbara Heeb       | Diana Rast           | Marcia Eicher-Vouets     |
| 1997 | Barbara Heeb       | Marcia Eicher-Vouets | Diana Rast               |
| 1998 | Karin Moebes       | Marcia Eicher-Vouets | Diana Rast               |
| 2000 | Nicole Brändli     | Priska Doppmann      | Marcia Eicher-Vouets     |
| 2001 | Priska Doppmann    | Karin Thürig         | Nicole Brändli           |
| 2002 | Karin Thürig       | Nicole Brändli       | Priska Doppmann          |
| 2004 | Karin Thürig       | Priska Doppmann      | Nicole Brändli           |
| 2005 | Karin Thürig       | Priska Doppmann      | Pascale Schnider         |
| 2006 | Karin Thürig       | Pascale Schnider     | Franziska Roethlin       |
| 2007 | Karin Thürig       | Priska Doppmann      | Pascale Schnider         |
| 2008 | Karin Thürig       | Sereina Trachsel     | Priska Doppmann          |
| 2009 | Karin Thürig       | Patricia Schwager    | Pascale Schnider         |
| 2010 | Pascale Schnider   | Patricia Schwager    | Marielle Saner-Guinchard |
| 2011 | Pascale Schnider   | Patricia Schwager    | Caroline Steffen         |
| 2012 | Patricia Schwager  | Jutta Stienen        | Andrea Wolfer            |
| 2013 | Patricia Schwager  | Doris Schweizer      | Jutta Stienen            |
| 2014 | Linda Indergand    | Doris Schweizer      | Nicole Hanselmann        |
| 2015 | Doris Schweizer    | Ramona Forchini      | Marcia Eicher-Vouets     |
| 2016 | Doris Schweizer    | Nicole Hanselmann    | Jutta Stienen            |
| 2017 | Marlen Reusser     | Marcia Eicher-Vouets | Nicole Hanselmann        |
| 2018 | Nicole Hanselmann  | Nicola Spirig        | Marcia Eicher-Vouets     |
| 2019 | Marlen Reusser     | Marcia Eicher-Vouets | Elise Chabbey            |
| 2020 | Marlen Reusser     | Elise Chabbey        | Kathrin Stirnemann       |
| 2021 | Marlen Reusser     | Melanie Maurer       | Fabienne Buri            |
| 2022 | Elena Hartmann     | Melanie Maurer       | Michelle Stark           |
| 2023 | Elena Hartmann     | Nicole Suter         | Michelle Stark           |
| 2023 | Elena Hartmann     | Melanie Maurer       | Noemi Rüegg              |
| 2024 | Elena Hartmann     | Melanie Maurer       | Noemi Rüegg              |
| 2025 | Marlen Reusser     | Jasmin Liechti       | Elena Hartmann           |